# کانیو
کانیو (به ایتالیایی: Cagno) یک منطقهٔ مسکونی در ایتالیا است که در استان کومو واقع شده‌است.

## خصوصیات
کانیو ۳٫۵ کیلومترمربع مساحت و ۱٬۹۷۹ نفر جمعیت دارد.